# Eutrepsia dispar
Eutrepsia dispar là một loài bướm đêm trong họ Geometridae.